# Villa Grimaldi

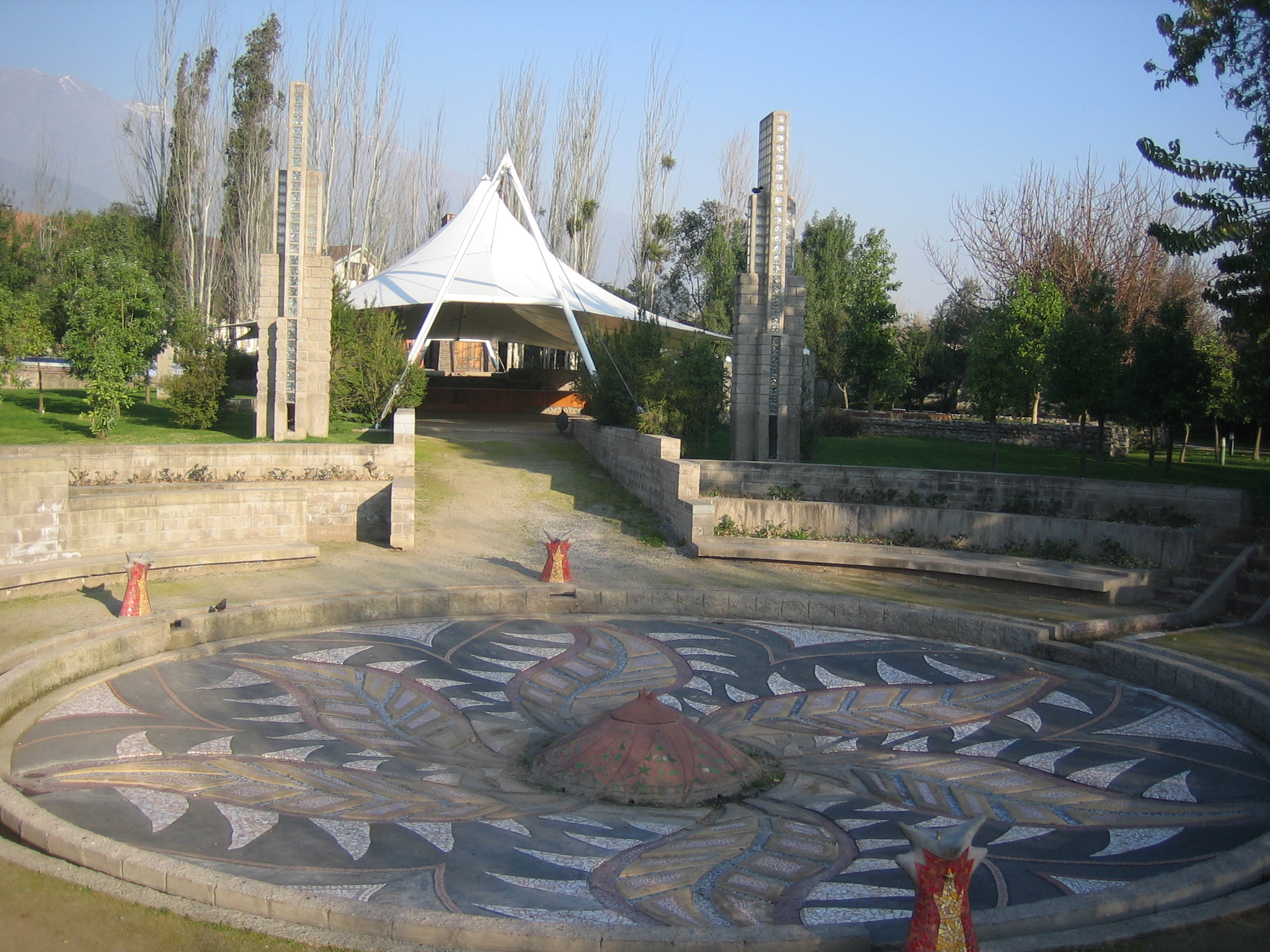
Die Gedenkstätte Parque por la Paz 2006

Die Villa Grimaldi war ein Gelände in Santiago de Chile, auf dem 1975 bis 1988 Oppositionelle der Pinochet-Diktatur gefoltert wurden. Mindestens 4500 Menschen wurden dort gefoltert und 241 davon umgebracht oder sind bis heute verschwunden. Heute befindet sich auf dem Gelände der sogenannte „Park für den Frieden“ (Parque por la Paz Villa Grimaldi), der als Gedenkstätte fungiert.
Das knapp ein Hektar große Grundstück an der Avenida José Arrieta 8200 in der Comuna La Reina gehörte einer reichen chilenischen Familie. 1973 übergab es die Familie an die Armee, die im Gegenzug eine gefangen genommene Tochter der Familie freiließ. Ab Mitte 1974 benutzte die Brigada de Inteligencia Metropolitana (BIM), die Hauptstadtabteilung der Geheimpolizei Dirección de Inteligencia Nacional (DINA), das Gelände als ihre Kommandozentrale und als Folterzentrum. Intern wurde der Komplex Cuartel Terranova (Kaserne Neufundland) genannt. Neben diversen Geheimgefängnissen in und außerhalb von Santiago wie Londres 38 (auch genannt Yucatán), Irán 3037 (genannt Venda Sexy), José Domingo Cañas, Colonia Dignidad, Estadio Nacional und dem Segelschulschiff Esmeralda, war die Villa Grimaldi eine der wichtigsten und berüchtigtsten Folterstätten der DINA. Nach der Auflösung der DINA wurde das Gelände 1977 der Central Nacional de Informaciones (CNI) übergeben, die dort weiter folterte. Zur Vertuschung und persönlichen Bereicherung wurde das Gelände 1988 an den CNI-Chef Hugo Salas Wenzel übergeben.

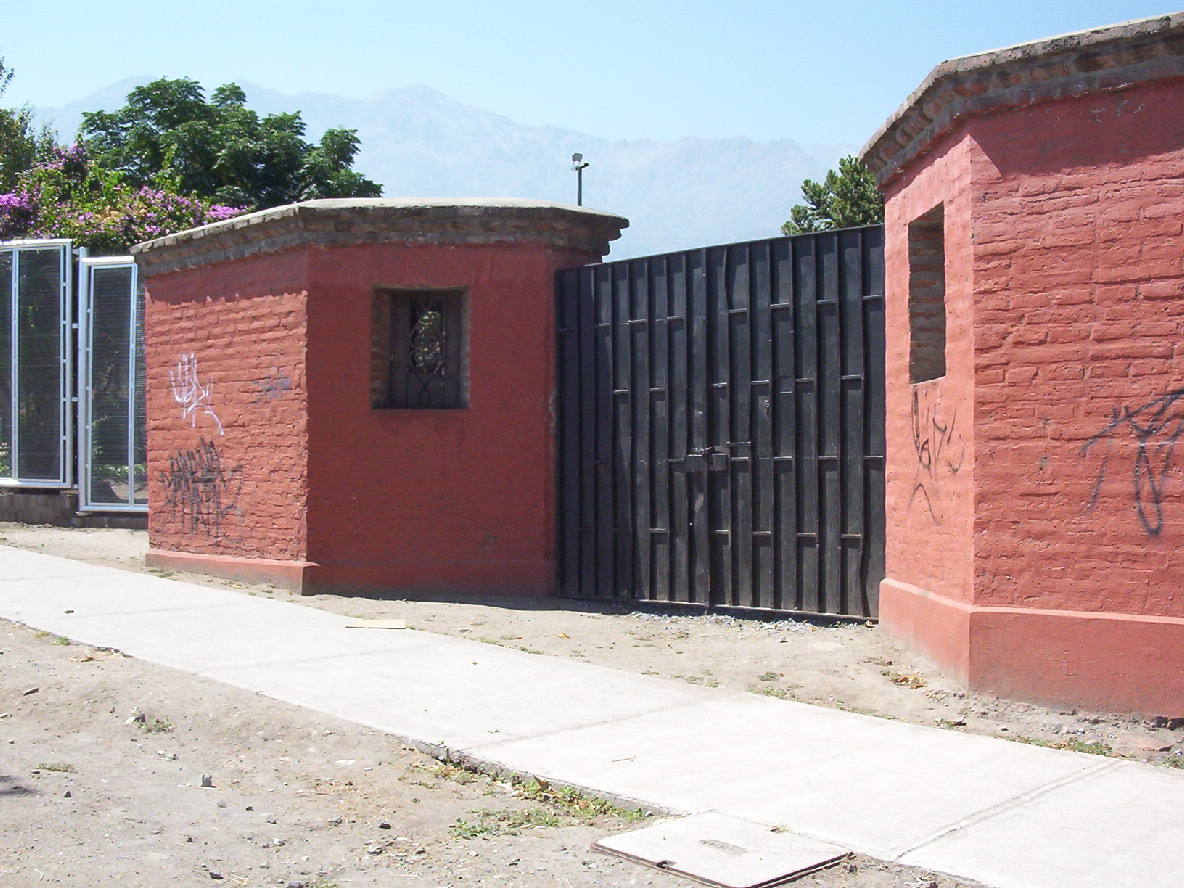
Ehemaliger Eingang zur Villa Grimaldi

Eine Frau, gefangen genommen im Januar 1975, berichtet über die Folter in der Villa Grimaldi:

„Mit Schrecken verstand ich, dass sie über jeden einzelnen meiner Schritte Bescheid wussten. … sie sagten mir unzählige Male, dass ich verschwunden sei, ohne die geringsten Spuren hinterlassen zu haben und dass ich meine zwei Söhne nie wieder sehen würde. Sie kannten ihre Namen, die Schule auf die sie gingen und ihre Stundenpläne.“

Ein Mann, gefangen genommen im Dezember 1975, berichtet über die Folter in der Villa Grimaldi:

„…sie schlugen mich mehrere Minuten lang brutal mit Fäusten, Füßen und harten Gegenständen vor den Augen meiner Frau und meiner Mutter. Meine Mutter wurde weggeführt (sie wurde später freigelassen) und die Misshandlungen wurden an meiner Frau fortgesetzt. Verwirrt durch unser Schweigen befahl er: „Auf ‚den Grill’ [la parilla]“ … Eine halbe Stunde lang ließen sie mich die Folterung meiner Frau mit anhören. … sie rissen mir die Klamotten vom Leib, brachten mich in einen Raum mit metallenen Bettgestellen, fesselten mich an eines davon, machten Kabel und Elektroden mit Haken und Nägeln an meinen Füßen, Händen, der Nase, Ohren, Zahnfleisch, After, Penis und den Hoden fest und begannen, mich mit Strom zu foltern, den sie mit einem Kurbelgenerator erzeugten.“

Heute befindet sich auf dem Gelände der privat finanzierte Parque por la Paz Villa Grimaldi (Park für den Frieden). Das Konzept der Gedenkstätte entspricht der offiziellen Richtung der Erinnerungskultur in Chile. Statt einer umfassenden Gedenkstätte (es gibt ein paar Gedenktafeln) wurde ein Park und eine Bühne für kulturelle Veranstaltungen errichtet.